# Yvan Koenig
Pour les articles homonymes, voir Koenig.
Yvan Koenig est un égyptologue français né en 1947.
Il travaille notamment sur la mythologie et la magie dans l'Égypte antique.

## Biographie
Yvan Koenig est docteur en égyptologie, ancien pensionnaire de l'Institut français d'archéologie orientale (IFAO) du Caire, chargé de recherche au Centre national de la recherche scientifique (CNRS / UMR 8152 - État, religion et société dans l'Égypte ancienne et en Nubie) et membre de l'Association internationale des égyptologues (IAE).
Il fut professeur de néo-égyptien à l'École des langues et civilisations de l'Orient ancien (ELCOA). Il enseigne le hiératique à l'École pratique des hautes études (IVe section).
Spécialiste du déchiffrement des papyri, des ostraca et de la magie égyptienne, il a participé à des missions en Égypte et en Europe
Chrétien orthodoxe, il fréquente la paroisse Saint-Séraphin-de-Sarov à Paris.

## Publications
Yvan Koenig a publié des textes hiératiques ainsi qu'un ouvrage de synthèse sur la magie égyptienne. Il a organisé un colloque international sur le même sujet au musée du Louvre en septembre 2000.
- Catalogue des étiquettes de jarres hiératiques de Deir el-Médineh, deux fascicules, Documents de fouilles 21, 1979 -1980, IFAO.
- Le papyrus Boulaq 6 : transcription, traduction et commentaire, Bibliothèque d'études 87, 1981, IFAO
- Papyrus hiératiques de Deir el-Médineh II, publication du manuscrit de J. Cerny, Documents de fouilles XXII, 1986, IFAO.
- Magie et magiciens dans l'Égypte ancienne, éditions Pygmalion, Paris, 1994,  (ISBN 2-85704-415-1).
- Les ostraca hiératiques inédits de la Bibliothèque Nationale et Universitaire de Strasbourg, Documents de Fouilles 33, 1997, IFAO.
- La magie en Égypte : à la recherche d'une définition. Actes du colloque organisé par le musée du Louvre les 29 et 30 septembre 2000, La documentation française - Musée du Louvre, Paris 2002.  (ISBN 2-11-005267-8).

Outre ces ouvrages, Yvan Koenig a publié des articles dans la revue d'égyptologie et le Bulletin de l'Institut français d'archéologie orientale (BIFAO). L'auteur a aussi traduit plusieurs ouvrages du grec moderne en français qu'il a publié aux éditions du Cerf et de l'Âge d'Homme.